# Carex yunlingensis
Carex yunlingensis är en halvgräsart som beskrevs av Pei Chun Qiong Li. Carex yunlingensis ingår i släktet starrar, och familjen halvgräs. Inga underarter finns listade i Catalogue of Life.